# Shin So-mang
Shin So-mang (koreanisch 신소망; * 4. April 1993) ist eine südkoreanische Leichtathletin, die sich auf den Mittelstreckenlauf spezialisiert hat.

## Sportliche Laufbahn
Erste internationale Erfahrungen sammelte Shin So-mang im Jahr 2007, als sie bei den Hallenasienspielen in Macau in 2:13,86 min den sechsten Platz im 800-Meter-Lauf belegte. 2009 schied sie bei den Jugendweltmeisterschaften in Brixen mit 2:16,98 min in der ersten Runde aus und 2017 verpasste sie bei den Asienmeisterschaften in Bhubaneswar mit 2:09,94 min den Finaleinzug. 2025 belegte sie bei den Asienmeisterschaften in Gumi in 2:08,59 min den achten Platz.
In den Jahren 2016 und 2018 wurde Shin südkoreanische Meisterin im 800-Meter-Lauf sowie 2016 auch über 1500 Meter.

## Persönliche Bestleistungen
- 800 Meter: 2:04,46 min, 6. Juli 2022 in Fukagawa
- 1500 Meter: 4:19,40 min, 18. Oktober 2023 in Mokpo